# Alice Bradley Sheldon
Alice Bradley Sheldon (Chicago, Estats Units, 24 d'agost de 1915-McLean, Virgínia, Estats Units, 19 de maig de 1987) fou una escriptora estatunidenca que va usar el pseudònim James Tiptree, Jr. des de 1967 fins a la seva defunció, vint anys després. També va emprar la firma Racoona Sheldon entre 1974 i 1977.
Tiptree/Sheldon és reconeguda per trencar les barreres entre la percepció d'una literatura exclusivament masculina o femenina. En el seu vessant d'escriptora de ciència-ficció va destacar per haver guanyat diverses vegades els principals premis del gènere, com l'Hugo, el Nebula i el Locus; va entrar al Science Fiction Hall of Fame el 2012.

## Biografia
Alice Sheldon pertanyia a una família intel·lectual; el seu pare era Herbert Bradley, advocat i naturalista, i la seva mare era Mary Hastings Bradley, una prolífica escriptora de ficció i llibres de viatge. Amb la seva família, Sheldon va viatjar per tot el món des de molt jove, sobretot per l'Índia i Àfrica. Durant aquests viatges, va fer el paper de la «filla perfecta, disposada a ser portada per l'Àfrica com un paquet, sempre ben vestida i ben educada, un mèrit per a la seva mare», fet que contribuí més tard al seu relat curt «The Women Men Don't See».
Va estar casada amb William Davey de 1934 a 1941 i va ser artista gràfica, pintora i crítica d'art per al Chicago Sun durant 1941 i 1942. Després de divorciar-se va entrar al Cos Femení de l'Exèrcit. El 1942 es va unir al grup d'anàlisi fotogràfica de les Forces Aèries dels Estats Units, on va arribar al grau de major.
El 1945 es va casar amb el seu segon marit, Huntington D Sheldon, va deixar l'exèrcit un any després i va crear una petita empresa amb seu espòs. Aquest mateix any va publicar el seu primer conte, The lucky ones, en la revista The New Yorker, sota el nom d'Alice Bradley. Per aquesta època va escriure els poemes que es publicarien de forma pòstuma més de tres dècades després. El 1952 ella i el seu marit van ser convidats a unir-se a la CIA; ella hi renuncià en 1955 per a tornar a la universitat.
Va aconseguir el títol de Bachelor of arts a l'American University, i després aconseguí el doctorat en psicologia experimental a la Universitat George Washington l'any 1967. Per a la seva tesi va triar com a tema les reaccions dels animals a estímuls nous en ambients diferents.

### Orientació sexual
Sempre va tenir una relació complexa quant a la seva orientació sexual, a la qual es va referir de diferents maneres al llarg dels anys. «Realment m'agraden molt alguns homes, però al principi, abans de saber res sobre el tema, sempre van ser les dones les que em van resultar atractives».

## Escriptora de ciència-ficció
Sense saber què fer amb els seus nous títols i les seves professions anteriors, Sheldon va començar a escriure ciència-ficció. L'any 1967 va adoptar el pseudònim James Tiptree Jr. Va triar un nom genèric com James i després va treure el cognom Tiptree d'un flascó de melmelada. En una entrevista va afirmar: «Un nom masculí em semblava una bona manera de camuflar-me. Sentia que un home passaria més desapercebut. Havia tingut massa experiències en la meva vida a ser la primera dona en una ocupació determinada».
Va mantenir el pseudònim fins al 1976, en part perquè, si bé se sabia que Tiptree era un pseudònim, en general s'entenia que era usat per a protegir la reputació d'un oficial d'intel·ligència. Lectors, editors i corresponsals eren lliures de triar a quin gènere pertanyia, i en general, l'assumien com a masculí. Hi havia certa especulació, a partir dels temes de les seves històries, que Tiptree podia ser una dona.
Tiptree mai va fer cap aparició pública, però es comunicava amb alguns lectors i altres autors de ciència-ficció per correu. Quan se li preguntava per la seva vida personal proporcionava dades veritables, exceptuant informació relacionada amb el gènere al qual pertanyia. Molts dels detalls que Tiptree va donar a conèixer en les seves cartes (sobre la seva carrera en les forces armades o el seu doctorat) van aparèixer també en biografies oficials.
Després de la mort de la seva mare Mary Bradley el 1976, Tiptree va esmentar que la seva mare, que també s'havia dedicat a l'escriptura, havia mort a Chicago. Aquests detalls van dur els seus fans a trobar l'obituari, amb referències a Alice Sheldon. Aviat es va saber la identitat real d'Aice Bradley i alguns reconeguts escriptors de ciència-ficció es van veure en una situació incòmoda. Robert Silverberg havia argumentat en el pròleg que va escriure per a Warm worlds and otherwise que, sobre la base dels contes seleccionats per al llibre la teoria que Tiptree fos dona era absurda. Haver revelat el seu gènere va tenir menys impacte en l'opinió de la gent referida al seu talent que el que ella esperava. Per exemple, el seu últim premi Nebula li va ser atorgat en 1977.

## Obra
Triptee/Sheldon era una escriptora eclèctica, capaç de treballar en una varietat d'estils i subgèneres, sovint capaç de combinar l'enfocament tecnològic dels escriptors de ciència-ficció dura amb les inquietuds sociològiques i psicològiques de la ciència-ficció soft i una mica de l'estil de la Nova Onada.
Després d'escriure algunes històries més convencionals, va publicar el 1969 el relat «The Last Flight of Doctor Ain», el seu primer treball que va ser profundament aclamat.
Moltes de les seves històries tenen un ambient que recorda a l'òpera espacial i les revistes Pulp que llegia en la seva joventut, tot i que amb un to més fosc: els viatges estel·lars dels personatges estan sovint vinculats amb una forta alienació espiritual o una experiència transcendent que provoca una satisfacció, però també la mort. John Clute, notant les «inconsolables complexitats de la visió [de Tiptree]» va concloure que «és molt estrany que una història de James Tiptree no tracti directament amb la mort i acabi amb la mort de l'esperit, o de tota esperança, o de tota la humanitat». Entre les més notables d'aquest estil es troba A Momentary Taste of Being, en el qual el propòsit de la humanitat, trobat en un llunyà planeta, fa de la vida humana individual una cosa totalment inútil.
Un altre tema recurrent és la tensió entre lliure albir i determinisme biològic, i entre la raó i el desig sexual. «Love Is the Plan the Plan Is Death», una de les més estranyes històries de ciència-ficció en la qual no apareixen humans, descriu les racionalitzacions d'una criatura alienígena pel brutal instint que determina el seu cicle de vida. El sexe apareix en l'obra de Tiptree d'una forma lúdica algunes vegades però amenaçadora altres. Abans de revelar la seva identitat, es podia considerar que Tiptree tractava temes massa feministes per a un escriptor de sexe masculí, particularment a «The Women Men Don't See», on una decisió aparentment extrema retrata l'exclusió que pateixen les dones. No obstant això, la visió d'aquests temes en la seva obra pot ser també ambigua, com en la societat de clons femenins de Houston, Houston, ens rebeu?.

## Mort i llegat
Sheldon va continuar escrivint sota el nom de Tiptree tota una dècada després que el seu pseudònim fos revelat. El mes de maig de 1987, a l'edat de 71 anys, Sheldon va matar d'un tret el seu marit de 84 anys que es trobava gairebé cec a més de tenir diversos problemes de salut, i després es va suïcidar. Van ser trobats agafats de la mà. Les autoritats que van investigar el cas van declarar que aparentment la parella havia fet un pacte suïcida acordant que tots dos es donarien mort si la seva vida es tornava massa difícil i dolorosa per a algun d'ells o per a tots dos (ella també patia una malaltia pulmonar crònica). D'acord amb la biògrafa Julie Phillips, la nota suïcida que Sheldon va deixar havia estat escrita anys enrere i guardada fins que calgués utilitzar-la. En una entrevista realitzada per Charles Platt a principis de la dècada de 1980, Sheldon va parlar dels seus problemes emocionals i dels seus anteriors intents de suïcidi. Gran part dels seus treballs eren foscos i pessimistes, la qual cosa, en retrospectiva, pot veure's com un reflex d'aquests problemes.
El premi James Tiptree, Jr. és un premi creat en el seu honor que es lliura tots els anys a obres de ciència-ficció que expandeixen o exploren la comprensió dels temes relacionats amb el gènere. A causa de la controvèrsia sobre les circumstàncies de la seva mort i del seu marit, el 2019 es va canviar el nom del premi per Premi Otherwise.

## Obra

### Novel·les
- Up the Walls of the World (1978)
- Brightness Falls from the Air (1985)

### Contes, relats i novel·les curtes
- 1968
  - «The Mother Ship» (després «Mamma Come Home»)
  - «Pupa Knows Best» (després «Help»)
  - «Birth of a Salesman»
  - «Fault»
  - «Happiness Is a Warm Spaceship»
  - «Please Don't Play With the Time Machine»
  - «A Day Like Any Other»
- 1969
  - «Beam Us Home»
  - «The Last Flight of Doctor Ain»
  - «Your Haploid Heart»
  - «The Snows Are Melted, The Snows Are Gone»
  - «Parimutuel Planet» (després «Faithful to Thee, Terra, in Our Fashion»)
- 1970
  - «The Man Doors Said Hello To»
  - «I'm Too Big But I Love to Play»
  - «The Nightblooming Saurian»
  - «Last Night and Every Night»
- 1971
  - «The Peacefulness of Vivyan»
  - «I'll Be Waiting for You When the Swimming Pool Is Empty»
  - «And So On, and So On»
  - «Mother in the Sky with Diamonds»
- 1972
  - «The Man Who Walked Home»
  - «And I Have Come Upon This Place by Lost Ways»
  - «And I Awoke and Found Me Here on the Cold Hill's Side»
  - On the Last Afternoon
  - «Painwise»
  - «Forever to a Hudson Bay Blanket»
  - «Filomena & Greg & Rikki-Tikki & Barlow & the Alien» (després «All the Kinds of Yes»)
  - «The Milk of Paradise»
  - «Amberjack»
  - «Through a Lass Darkly»
  - «The Trouble Is Not in Your Set»
  - «Press Until the Bleeding Stops»
- 1973
  - «Love Is the Plan the Plan Is Death»
  - «The Women Men Don't See»
  - «The Girl Who Was Plugged In»
- 1974
  - «Her Smoke Rose Up Forever»
  - «Angel Fix»
- 1975
  - A Momentary Taste of Being
- 1976
  - «Your Faces, O My Sisters! Your Faces Filled of Light!»
  - «Beaver Tears»
  - «She Waits for All Men Born»
  - Houston, Houston, Do You Read?, premis Hugo i Nebula [traduïda al català com Houston, Houston, ens rebeu? (Duna Llibres, 2024)]
  - «The Psychologist Who Wouldn't Do Awful Things to Rats»
- 1977
  - «The Screwfly Solution»
  - «Time-Sharing Angel»
- 1978
  - «We Who Stole the Dream»
- 1980
  - Slow Music
  - «A Source of Innocent Merriment»
- 1981
  - «Excursion Fare»
  - «Lirios: A Tale of the Quintana Roo»
  - «Out of the Everywhere»
  - With Delicate Mad Hands
- 1982
  - «The Boy Who Waterskied to Forever»
- 1983
  - «Beyond the Dead Reef»
- 1985
  - «Morality Meat»
  - The Only Neat Thing to Do
  - «All This and Heaven Too»
  - «Trey of Hearts»
- 1986
  - «Our Resident Djinn»
  - «In the Great Central Library of Deneb University»
  - Good Night, Sweethearts
  - Collision
  - The Color of Neanderthal Eyes
- 1987
  - «Second Going»
  - «Yanqui Doodle»
  - «In Midst of Life»
- 1988
  - «Come Live with Me»
  - Backward, Turn Backward
  - «The Earth Doth Like a Snake Renew»

### Reculls de contes i relats curts
- Ten Thousand Light-Years from Home (1973)
- Warm Worlds and Otherwise (1975)
- Star Songs of an Old Primate (1978)
- Out of the Everywhere and Other Extraordinary Visions (1981)
- Byte Beautiful: Eight Science Fiction Stories (1985)
- The Starry Rift (1986)
- Tales of the Quintana Roo (1986)
- Crown of Stars (1988)
- Her Smoke Rose Up Forever (1990)
- The Voice That Murmurs in the Darkness (2023)

## Premis
- Premi Hugo 1974, novel·la curta, The Girl Who Was Plugged In
- Premi Hugo 1977, novel·la curta, Houston, Houston, ens rebeu?
- Premi Nebula 1973, conte, «Love Is the Plan the Plan Is Death»
- Premi Nebula 1976, novel·la curta, Houston, Houston, ens rebeu?
- Premi Nebula 1977, relat curt, «The Screwfly Solution» (com a Raccoona Sheldon)
- World Fantasy Award, 1987, recull, Tales of the Quintana Roo
- Premi Locus 1984, conte, «Beyond the Dead Reef»
- Premi Locus 1986, novel·la curta, The Only Neat Thing to Do
- Premi Jupiter 1977, novel·la curta, Houston, Houston, ens rebeu?